# Ангос, Александрос
Александрос Ангос (греч. Αλέξανδρος Άγγος, 17 августа 1933 — 18 декабря 2007) — греческий шахматист.
Чемпион Греции 1959 г.
В составе сборной Греции участник трех шахматных олимпиад (1956, 1958 и 1960 гг.). Всегда включался в заявку на 2-й доске, но на олимпиаде 1958 г. выполнял роль лидера команды, после того как Х. Сингелакис проиграл 3 партии в стартовых турах и прекратил выступление. Лучше всего сыграл на олимпиаде 1960 г, где набрал больше 50% очков.
Эмигрировал в США. Много лет жил в Милуоки.
В 1982 г. в издательстве "Thinkers' Press" выпустил книгу о тяжелофигурных шахматных окончаниях под названием "Endgame Artillery" («Артиллерия эндшпиля»).

## Основные спортивные результаты
| Год  | Город   | Соревнование                               | + | − | =  | Результат | Место |
| ---- | ------- | ------------------------------------------ | - | - | -- | --------- | ----- |
| 1956 | Москва  | XII Олимпиада (сборная Греции, 2-я доска)  | 4 | 6 | 5  | 6½ из 15  |       |
| 1958 | Мюнхен  | XIII Олимпиада (сборная Греции, 2-я доска) | 6 | 8 | 4  | 8 из 18   |       |
| 1959 |         | Чемпионат Греции                           |   |   |    |           | 1     |
| 1960 | Лейпциг | XIV Олимпиада (сборная Греции, 2-я доска)  | 5 | 4 | 11 | 10½ из 20 |       |